# Hart Rock
Der Hart Rock ist ein 9 m hoher Klippenfelsen im Archipel der Südlichen Orkneyinseln. Er ragt 2,5 km nordwestlich der Herdman Rocks und 5 km nordnordöstlich des Kap Dundas von Laurie Island aus dem Meer auf.
Die erste Kartierung geht auf die Dritte Französische Antarktisexpedition (1837–1840) unter der Leitung von Jules Dumont d’Urville zurück. Wissenschaftler der britischen Discovery Investigations benannten ihn 1933 nach dem britischen Zoologen Thomas John Hart (1907–1970), der dem wissenschaftlichen Ausschuss dieser Expeditionsreihe angehört hatte.